# Slobodan Praljak
Slobodan Praljak (ur. 2 stycznia 1945 w Čapljinie, zm. 29 listopada 2017 w Hadze) – chorwacki inżynier, reżyser filmowy i teatralny, biznesmen, pisarz, zbrodniarz wojenny i emerytowany generał chorwackiej armii i Chorwackiej Rady Obrony (HVO) oraz armii chorwackiej w Republice Herceg-Bośni.
W 2013 roku Praljak znalazł się wśród sześciu bośniackich Chorwatów skazanych przez Międzynarodowy Trybunał Karny dla byłej Jugosławii (ICTY) za zbrodnie wojenne podczas wojny chorwacko-bośniackiej. Został skazany na 20 lat więzienia. W 2017 roku złożył apelację od wyroku. 29 listopada 2017 Praljak, po wysłuchaniu wyroku w sprawie winy, wypił roztwór cyjanku potasu i wkrótce potem zmarł.

## Życiorys
Slobodan Praljak ukończył trzy wydziały. W 1970 roku ukończył inżynierię elektryczną na Wydziale Elektroniki i Informatyki w Zagrzebiu ze średnią oceną 4,5. Napisał pracę magisterską dotyczącą korygowania chromatycznego obrazu sygnału elektrycznego do pracy w telewizji. W 1971 roku ukończył filozofię i socjologię na Wydziale Filozofii w Zagrzebiu. W 1972 roku ukończył Akademię Teatralną, Filmową i Telewizyjną (obecnie Akademia Sztuki Dramatycznej) w Zagrzebiu. Nauczał filozofii i socjologii. W latach 70. i 80. był dyrektorem teatralnym w Zagrzebiu, Osijeku i Mostarze. Wyreżyserował serial telewizyjny Blesan i tulipan, dramaty Novela od Stanca i Sargaško more, film dokumentalny Smrt psa (1980), film Povratak Katarine Kožul (1989) oraz dokumentalne filmy wideo Sandžak i Duhan (oba w 1990).

### Wojna domowa
W czasie wojny w Chorwacji oraz Bośni i Hercegowinie w 1991 roku wstąpił dobrowolnie do sił zbrojnych Republiki Chorwacji i awansował na stopień generała majora.
W latach 1992 i 1993 pracował jako jeden z 14 członków Rady Obrony Narodowej Republiki Chorwacji oraz członek Chorwackiej Państwowej Komisji ds. Stosunków z UNPROFOR. Był Wysokim Przedstawicielem Ministerstwa Obrony Republiki Chorwacji, a 13 maja 1993 roku został mianowany przedstawicielem Ministerstwa Obrony Republiki Chorwacji w Chorwackiej Republice Herceg-Bośni.
Od 24 lipca do 8 września 1993 roku generał Praljak był szefem Sztabu Chorwackiej Rady Obrony. Jego decyzje przyczyniły się do określenia linii obrony HVO dla Sił Zbrojnych Bośni i Hercegowiny. Cieniem na jego karierze położyło się natomiast zaniedbanie w związku z konwojem humanitarnym UNHCR dla Mostaru, który został zatrzymany w Čitluku. W listopadzie 1993 roku Praljak wszedł w konflikt z dowódcą batalionu wojskowego HVO, Mladenem Naletiliciem „Tutą”, co doprowadziło do rezygnacji Praljaka ze stanowiska szefa Sztabu Generalnego HVO.
9 listopada 1993 roku został zburzony Stary Most w Mostarze, a większość światowych mediów oskarżyła o ten akt wandalizmu Chorwacką Radę Obrony, na której czele stał Slobodan Praljak.

### Kariera po wojnie
Po wojnie Praljak stał się biznesmenem. W 1995 roku z bratem Zoranem założył firmę Oktavijan. Firma braci Praljak początkowo produkowała filmy, filmy wideo i programy telewizyjne oraz publikowała książki Slobodana. Później Slobodan zaangażował się w działalność związaną z nieruchomościami, zarządzając kompleksem biznesowym Centar 2000 w Zagrzebiu. Od 2005 roku firma jest zarządzana przez nowego właściciela, pasierba Nikolę Babicia Praljaka. W 2011 firma Oktavijan miała dochód na poziomie około 22 milionów kun. Praljak był również współwłaścicielem Liberanu, spółki mającej udział w Ljubuški Tobacco Factory, posiadał również udziały w kilku innych spółkach. W 2008 roku Chorwackie Ministerstwo Kultury uznało, że 18 jego prac dotyczących chorwackiej wojny o niepodległość, wojny w Bośni i stosunków między Chorwacją a Bośnią i Hercegowiną nie było książkami, lecz broszurami.

### Akt oskarżenia
Praljak znalazł się wśród sześciu oskarżonych przez Międzynarodowy Trybunał Karny dla byłej Jugosławii (ICTY) w związku z działalnością w Chorwackiej Republice Herceg-Bośni. W dniu 5 kwietnia 2004 dobrowolnie poddał się i został przekazany ICTY. Trybunał w swoim oskarżeniu zarzucił Praljakowi, że jako starszy oficer wojskowy dowodził, bezpośrednio i pośrednio, siłami zbrojnymi Herceg-Bośni / HVO, które dokonały masowych zbrodni wojennych przeciwko ludności bośniacko-muzułmańskiej w 8 gminach w Bośni i Hercegowinie podczas wspólnego przestępczego przedsięwzięcia w latach 1992–1994. W swojej roli wysokiej rangi urzędnika w Ministerstwie Obrony, był ściśle zaangażowany we wszystkie aspekty nie tylko planowania i operacji wojskowych Herceg-Bośni / HVO, ale także działań cywilnej policji Herceg-Bośni / HVO. 6 kwietnia wystąpił przed ICTY i nie przyznał się do winy. Praljak wybrał obronę bez adwokata.
Akt oskarżenia, oskarżony na podstawie osobistej i nadrzędnej odpowiedzialności karnej, a następnie osądzony jedynie na podstawie indywidualnej odpowiedzialności karnej. Praljak został uznany za winnego (zaczerpnięte z komunikatu prasowego ONZ z 2004 i 2017 roku):
- cztery przypadki poważnych naruszeń konwencji genewskich (umyślne zabójstwo, bezprawna deportacja, przeniesienie i zamknięcie cywilów, nieludzkie traktowanie, ekstensywne niszczenie mienia i zawłaszczanie własności, bezprawne (bez nakazu) i nieuzasadnione koniecznością konfiskaty na rzecz wojska)
- sześć naruszeń praw lub zwyczajów wojny (okrutne traktowanie, nielegalna praca, zniszczenie lub umyślna szkoda wyrządzona instytucjom o charakterze religijnym lub edukacyjnym, grabież własności publicznej lub prywatnej, bezprawny atak na ludność cywilną, bezprawne zadawanie terroru cywilom)
- pięć zbrodni przeciwko ludzkości (prześladowania na tle politycznym, rasowym i religijnym, morderstwo, deportacja, uwięzienie, akty nieludzkie)[17][18]

Rozprawa rozpoczęła się 26 kwietnia 2006 roku. 29 maja 2013 izba orzekająca wydała wyrok skazujący Praljaka na 20 lat pozbawienia wolności. 28 czerwca 2013 wniósł apelację. W dniu 29 listopada 2017 zakończono postępowanie w sprawie przed Międzynarodowym Trybunałem Karnym dla byłej Jugosławii uznając go za winnego i chociaż niektóre części wyroku skazującego zostały unieważnione, sędzia nie zmniejszył początkowego wyroku 20 lat więzienia.